# David Loosli
David Loosli (Berna, 8 de mayo de 1980) es un ciclista suizo.

Comenzó su carrera en 2003 en el equipo suizo Saeco-Romer's-Wetzikon. Al año siguiente compitió con el conjunto italiano Saeco y entre 2005 y 2011 lo hizo para el equipo Lampre.

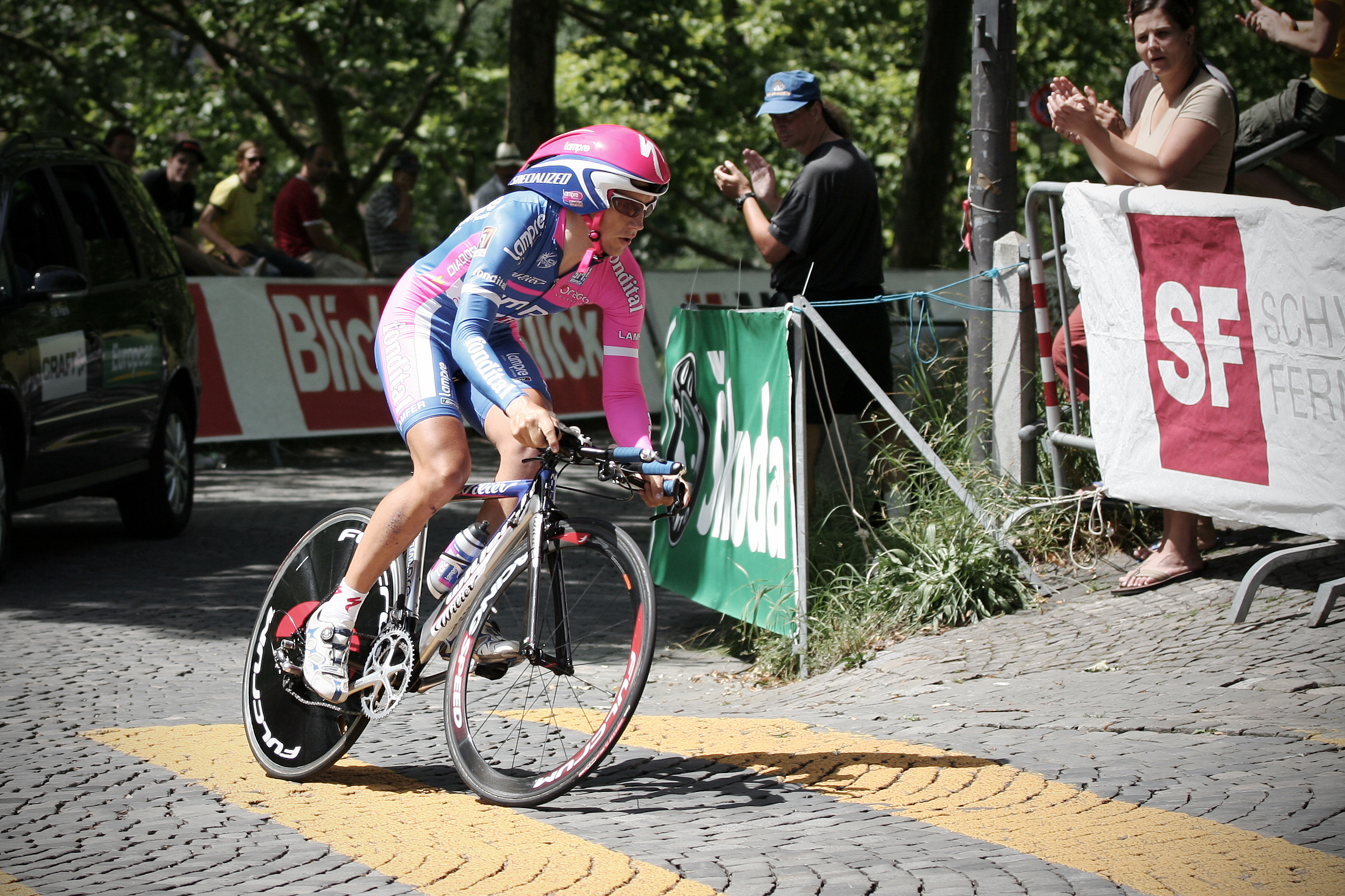
En la Vuelta a Suiza de 2007

## Palmarés
2002
- 3.º en el Campeonato Mundial en Ruta sub-23 [1]

2003
- Flèche du Sud, más 1 etapa

2004
- 1 etapa de la Carrera de la Paz

## Resultados en Grandes Vueltas y Campeonatos del Mundo
| Carrera         | Carrera         | 2003 | 2004  | 2005 | 2006  | 2007 | 2008 | 2009 | 2010 | 2011 |
| --------------- | --------------- | ---- | ----- | ---- | ----- | ---- | ---- | ---- | ---- | ---- |
|                 | Giro de Italia  | —    | —     | —    | —     | —    | 63.º | —    | Ab.  | —    |
|                 | Tour de Francia | —    | 105.º | 99.º | —     | —    | —    | 53.º | —    | 59.º |
|                 | Vuelta a España | —    | —     | —    | 63.º  | 85.º | —    | —    | —    | —    |
| Mundial en Ruta | Mundial en Ruta | —    | —     | —    | 105.º | —    | Ab.  | —    | —    | —    |

—: no participa
Ab.: abandono